# Liste der Wappen im Bezirk Tulln
Diese Liste beinhaltet – geordnet nach der Verwaltungsgliederung – alle in der Wikipedia gelisteten Wappen des Bezirks Tulln (Niederösterreich). In dieser Liste werden die Wappen mit dem Gemeindelink angezeigt. Die Fußnoten verweisen auf die Blasonierung des entsprechenden Wappens.

## Tulln

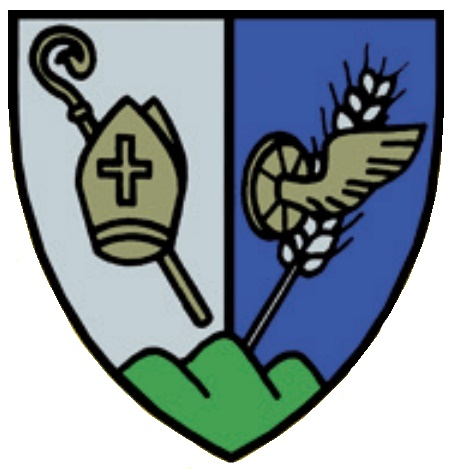
Absdorf
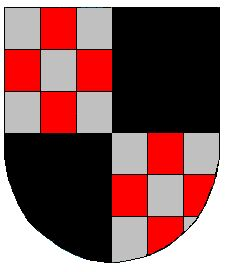
Atzenbrugg
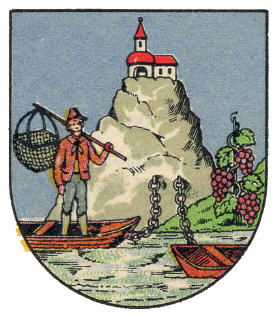
Fels am Wagram
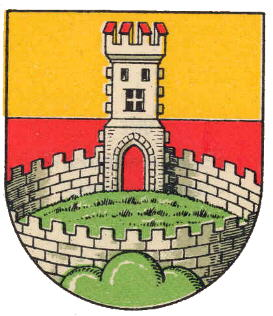
Grafenwörth
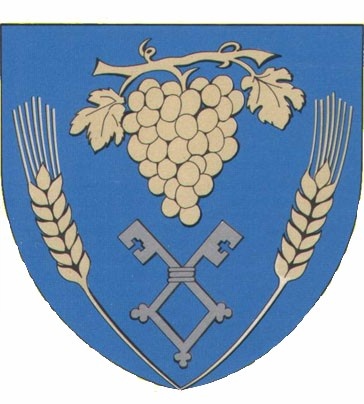
Großriedenthal
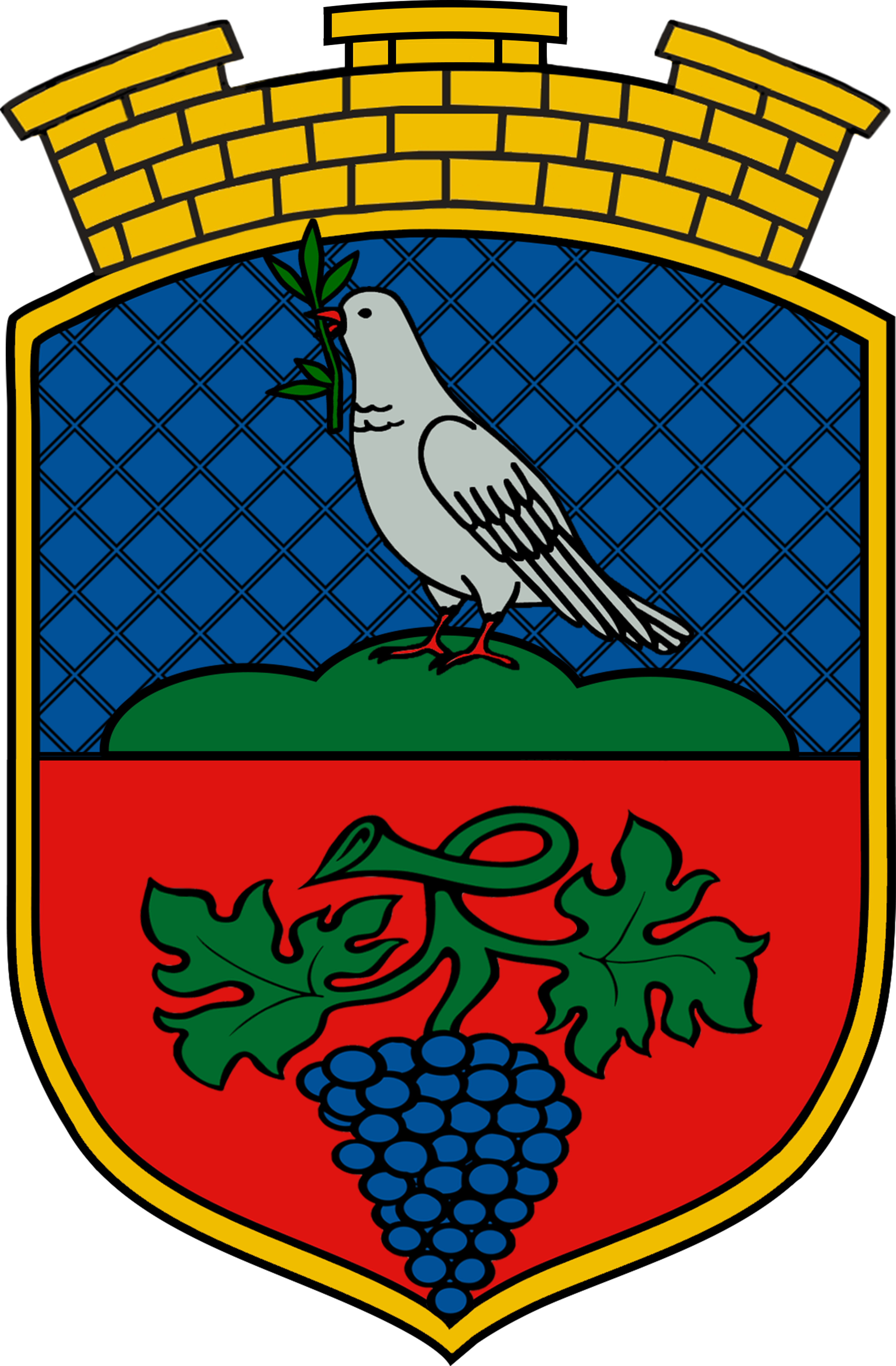
Großweikersdorf
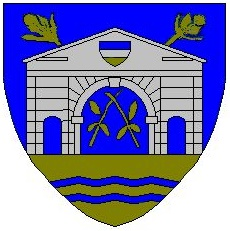
Judenau-Baumgarten
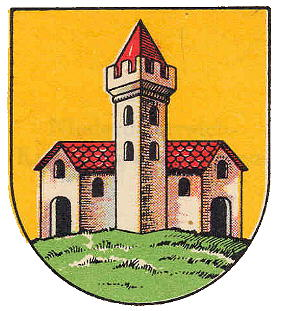
Kirchberg am Wagram
Klosterneuburg
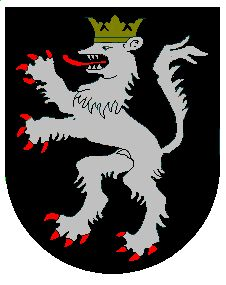
Königsbrunn am Wagram
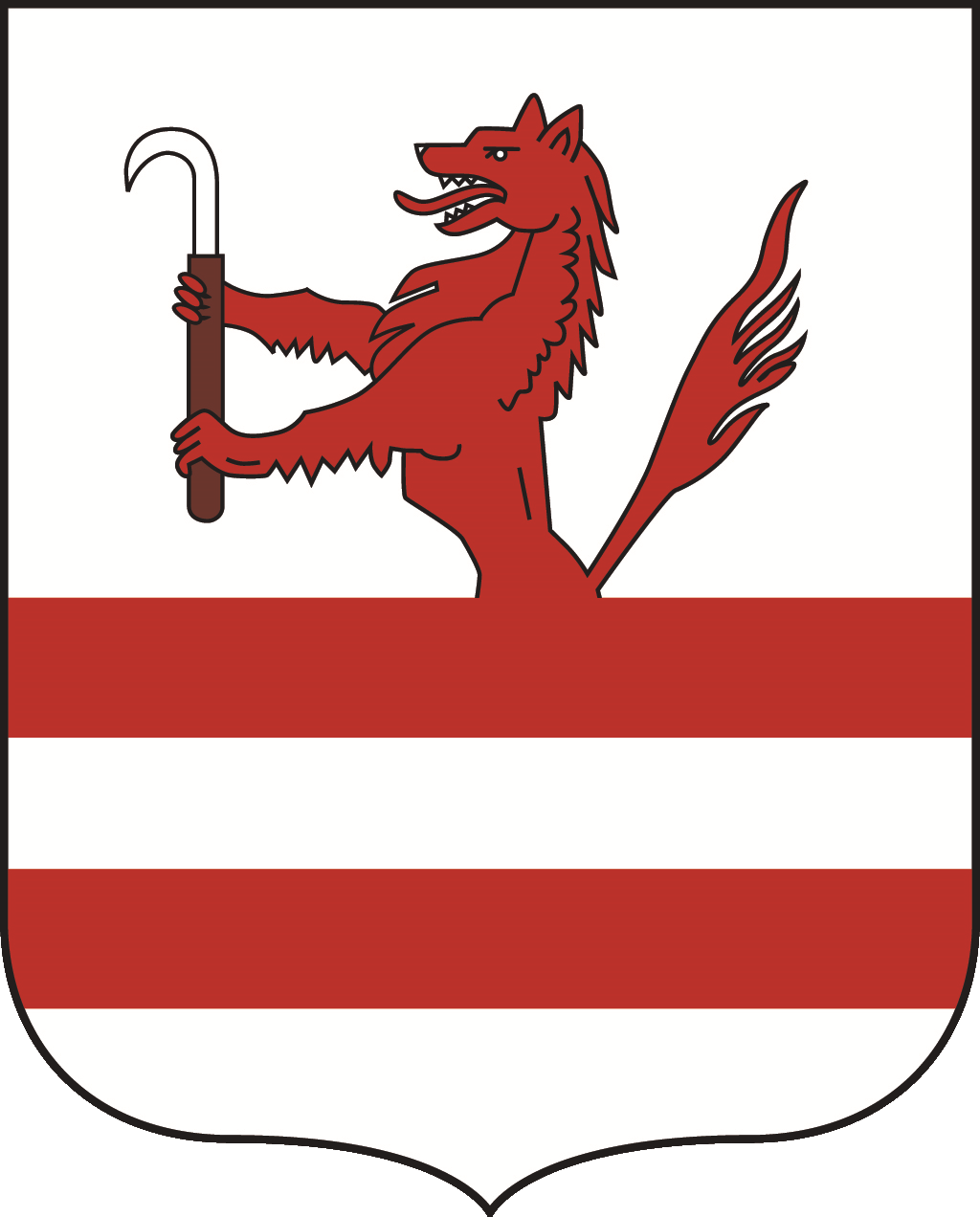
Königstetten
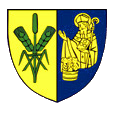
Langenrohr
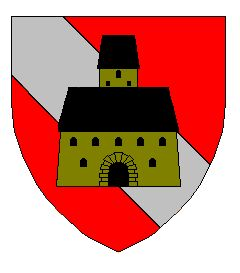
Michelhausen
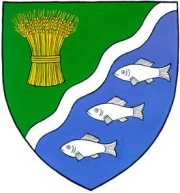
Muckendorf-Wipfing
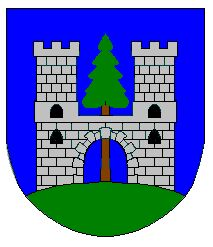
Sieghartskirchen
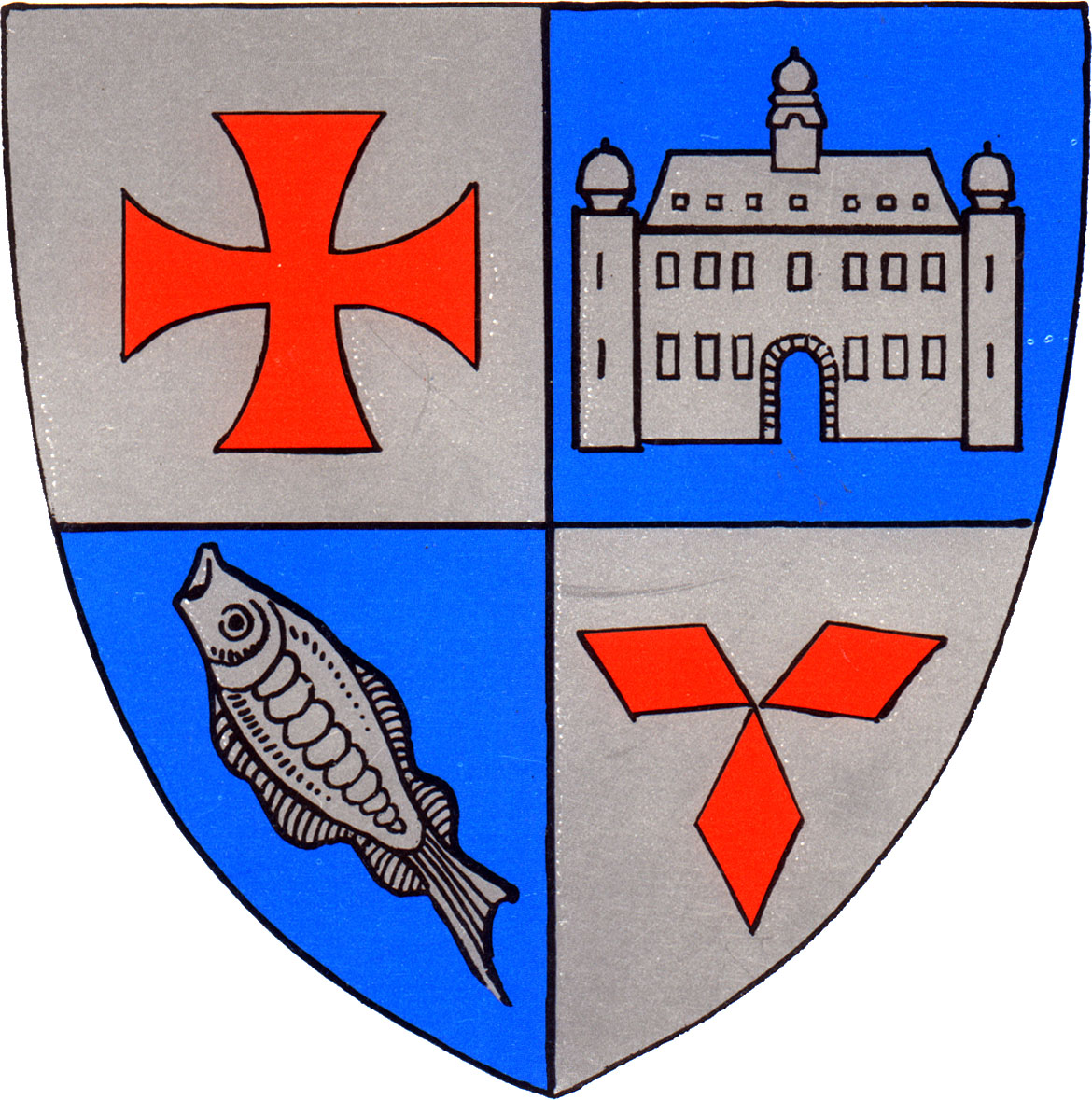
Sitzenberg-Reidling
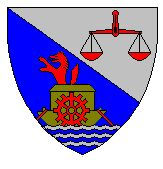
Sankt Andrä-Wördern
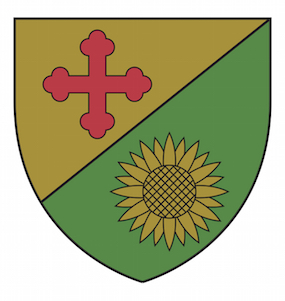
Tulbing
Tulln an der Donau
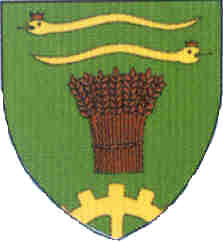
Würmla
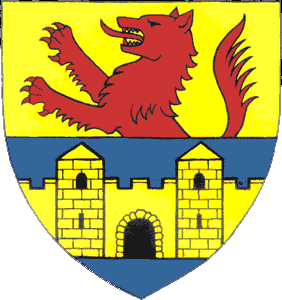
Zeiselmauer-Wolfpassing
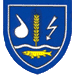
Zwentendorf an der Donau